# Mikael Dorsin
Mikael Frank Dorsin (* 6. Oktober 1981 in Lidingö) ist ein ehemaliger schwedischer Fußballspieler.
Der Abwehrspieler begann seine Karriere beim Stockholmer Djurgårdens IF, für den er bis Dezember 2002 spielte. Zum Sommer 2003 wechselte er nach Frankreich zu Racing Strasbourg, ging aber bereits ein Jahr später zu Rosenborg Trondheim in Norwegen. 2008 wechselte er zwischenzeitlich zum CFR Cluj nach Rumänien, kehrte aber noch im August desselben Jahres nach Trondheim zurück, wo er 2016 seine Karriere beendete.
Dorsin absolvierte 16 Länderspiele für die schwedische Fußballnationalmannschaft im Zeitraum zwischen 2001 und 2010. An der Europameisterschaft 2008 nahm er teil, ohne zum Einsatz gekommen zu sein.
Sein Bruder Henrik Dorsin ist in Schweden als Komiker bekannt.